# Tesabela
Tesabela is een bestuurslaag in het regentschap Kupang van de provincie Oost-Nusa Tenggara, Indonesië. Tesabela telt 951 inwoners (volkstelling 2010).